# Fusinus seriatus
Fusinus seriatus is een slakkensoort uit de familie van de Fasciolariidae. De wetenschappelijke naam van de soort is voor het eerst geldig gepubliceerd in 2017 door Callomon & Snyder.